# Trine 2
Trine 2 est un jeu vidéo de plates-formes et de réflexion sorti en 2011 sur Windows, Mac OS X, Linux, PlayStation 3 (via le PlayStation Network) et Xbox 360 (via le Xbox Live Arcade), en 2012 en tant que jeu de lancement de la Wii U (via le Nintendo eShop) et en 2013 en tant que jeu de lancement de la PlayStation 4. Il a été développé par Frozenbyte et édité par Atlus. Il s'agit de la suite de Trine, sorti en 2009.

## Synopsis
Dans un royaume envahi par le chaos et la magie noire, trois héros, Pontius le guerrier, Amadeus le magicien et Zoya la voleuse sont réunis par le Trine, un puissant artefact. Ils doivent traverser 19 niveaux plein de pièges, d'énigmes et d'ennemis.

## Système de jeu

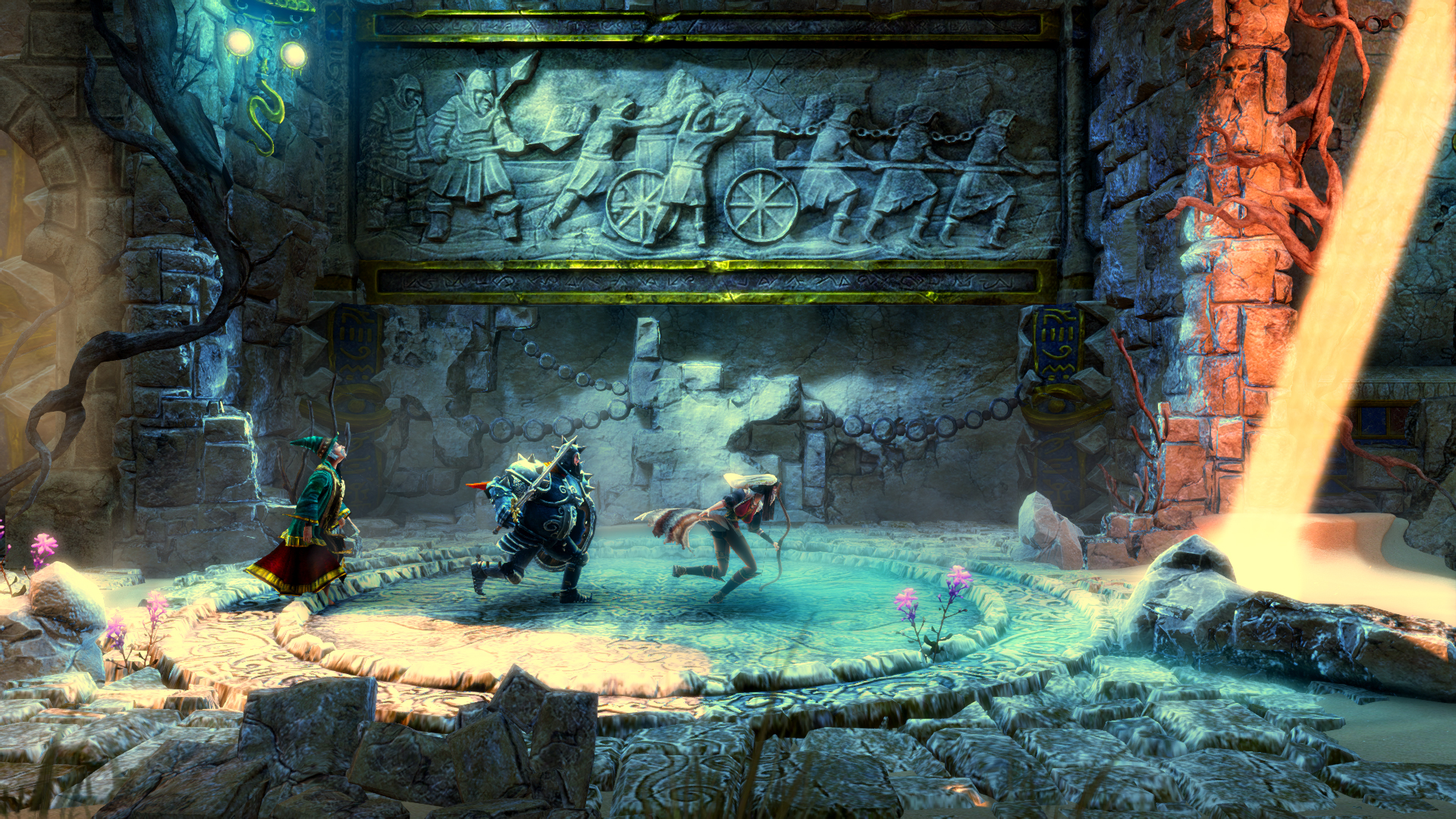

Trine 2 est un jeu mélangeant plateforme et réflexion, le joueur devant utiliser les compétences des trois personnages pour résoudre les puzzles à travers les niveaux. À l'instar du premier Trine, l'artéfact mystique, le trine, a lié ensemble les trois personnages en une seule entité, le joueur pouvant passer de l'un à l'autre à tout moment. Chaque personnage possède des compétences uniques : Amadeus peut manipuler des objets par télékinésie ou créer des boîtes et des planches pour interagir avec le milieu, Zoya peut frapper les objets avec ses flèches, ou les accrocher aux surfaces, et Pontius est un guerrier qui peut détruire certains murs, pourfendre les ennemis, ou dévier les projectiles avec son bouclier. Ces éléments doivent être combinés pour finir les niveaux.

## Extensions

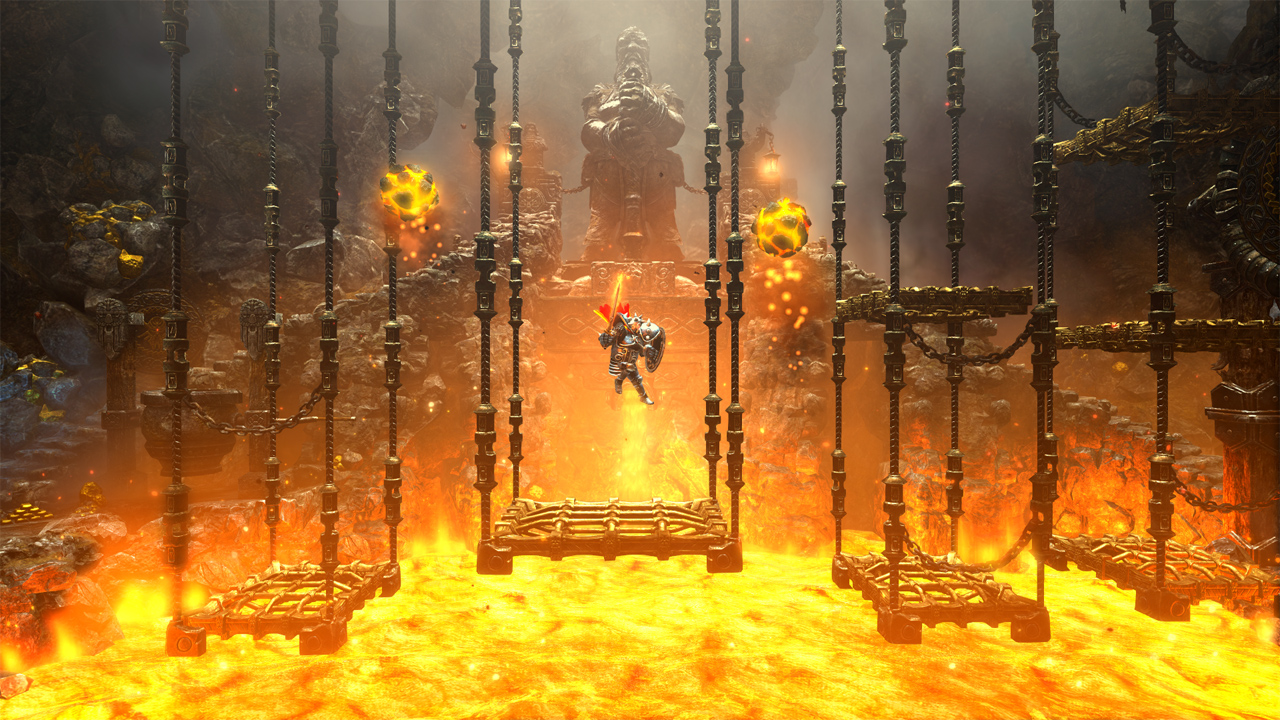
Pontius parcourant les plateformes suspendues au-dessus d'une fosse à lave, dans un chapitre des cavernes naines.

La Menace gobeline (Goblin Menace) est une extension sortie le 7 septembre 2012, proposant 6 nouveaux niveaux, une nouvelle histoire, de nouveaux pouvoirs et de nouveaux puzzles basés sur la lumière, l'eau, la faible gravité et des éléments magnétiques.  L'extension n'est disponible que sur PC et Wii U, à cause des faibles ventes sur le Xbox 360 Live Arcade et le réseau PlayStation 3.
Director's Cut : disponible à l'origine uniquement sur Wii U, cette  extension  propose le jeu original, l'extension La Menace gobeline, des améliorations liées à la manette Wii et un niveau exclusif, Dwarven Caverns (Les cavernes naines).
L'histoire complète (Complete Story edition) : cette version propose Trine 2, complétée de La Menace gobeline et du niveau Dwarven Caverns.